# Flintdysse
Der Flintdysse war eine megalithische Grabanlage der jungsteinzeitlichen Nordgruppe der Trichterbecherkultur im Kirchspiel Herstedvester in der dänischen Kommune Albertslund. Er wurde im 19. Jahrhundert zerstört.

## Lage
Das Grab lag am Nordrand von Albertslund, wenige Meter nordwestlich des heutigen Hauses Galgebakken Vester 8.

## Forschungsgeschichte
Im Jahr 1889 führten Mitarbeiter des Dänischen Nationalmuseums eine Dokumentation der Fundstelle durch. Zu dieser Zeit waren keine baulichen Überreste mehr auszumachen.

## Beschreibung

### Architektur
Die Anlage besaß eine Hügelschüttung unbekannter Form und Größe. Über eine mögliche steinerne Umfassung ist nichts bekannt. Der Hügel enthielt eine Grabkammer, über die nur bekannt ist, dass sie aus großen Steinen bestanden hatte. Über Maße, Orientierung und Typ der Kammer liegen keine Informationen vor.

### Funde
In der Kammer wurden Feuerstein-Beile gefunden. Ihr Verbleib ist unklar.